# Welsum (Dalfsen)
Pour les articles homonymes, voir Welsum.
Welsum est un hameau situé dans la commune néerlandaise de Dalfsen, dans la province de Drenthe. Welsum est situé sur l'Overijsselse Vecht.